# Halina Bojarska-Dahlig
Halina Natalia Bojarska-Dahlig (ur. 28 października 1923 w Warszawie, zm. 16 października 2005 w Warszawie) – polski chemik, profesor, specjalizująca się w technologii środków leczniczych.

## Życiorys
W latach 1948–1950 wykładała technologię biochemiczną na Wydziale Chemicznym Politechniki Warszawskiej. W 1951 r. otrzymała tytuł doktora. Profesor nadzwyczajny od 1964 r., zwyczajny od 1972 r. Kierownik Zakładu Nowych Antybiotyków w Instytucie Przemysłu Farmaceutycznego w Warszawie (1972-1980), kierownik Wydziału Badawczego Chemii Antybiotyków w Tarchomińskich Zakładach Farmaceutycznych "Polfa" (1981-1985).
Została pochowana na cmentarzu Powązkowskim (kwatera 32-4-14). 

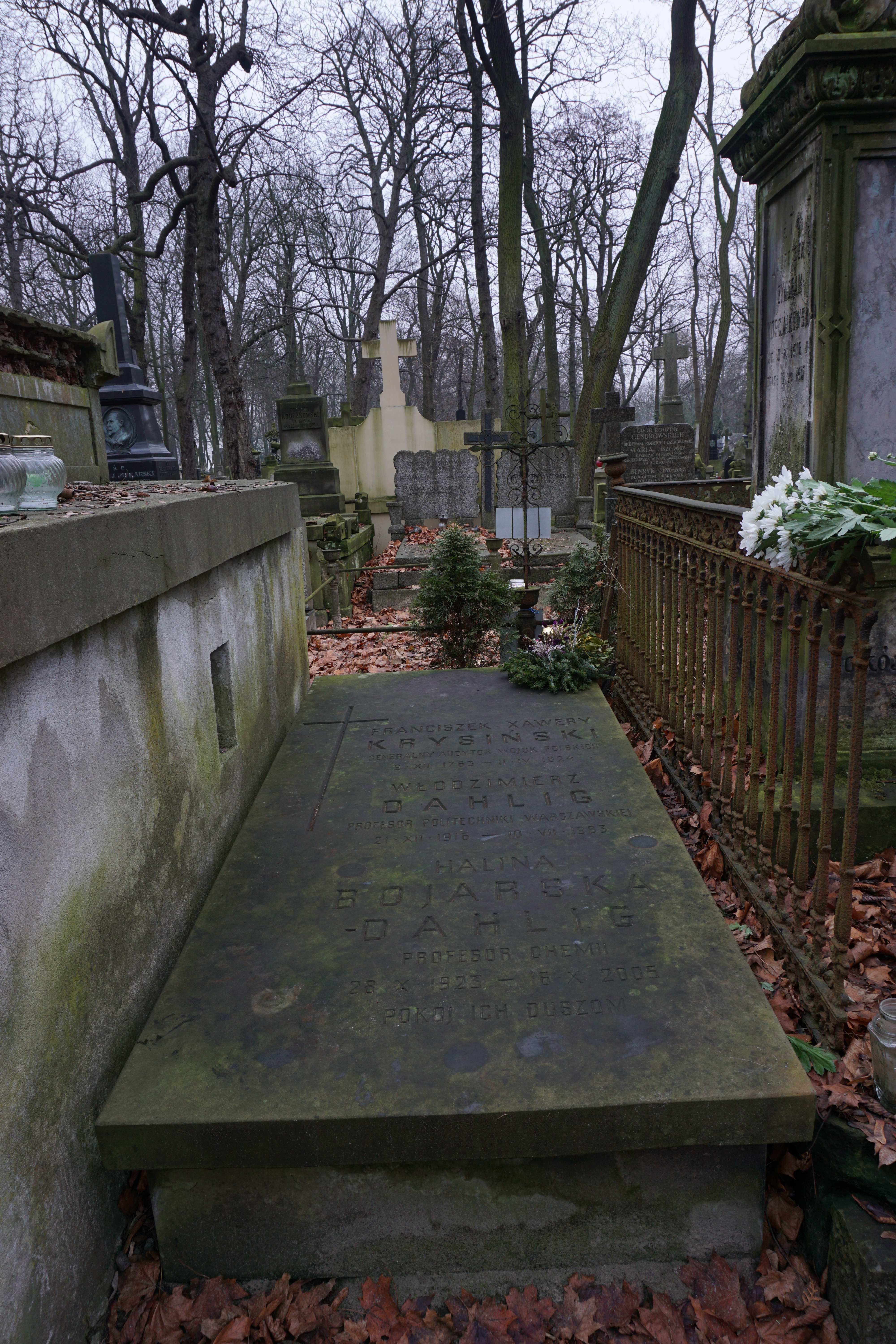
Grób Haliny Bojarskiej-Dahlig na cmentarzu Powązkowskim

## Członkostwa
- Polskie Towarzystwo Chemiczne
- Polskie Towarzystwo Farmaceutyczne
- Polskie Towarzystwo Lekarskie
- Stowarzyszenie Inżynierów i Techników Przemysłu Chemicznego[1]
- Królewskie Holenderskie Towarzystwo Chemiczne

## Nagrody, wyróżnienia, odznaczenia
- Krzyż Kawalerski Orderu Odrodzenia Polski
- Złoty Krzyż Zasługi
- Warszawski Krzyż Powstańczy
- Medal 40-lecia Polski Ludowej
- Złota Odznaka „Za zasługi dla przemysłu chemicznego”[1]

## Wybrane publikacje
- Synthesis and reactivity of N-(4-pirydonyl)-oxyacetic acid. „Rec. Trav. Chim.”. 77, 1958.brak numeru strony
- The structure of erythromycin A carbonate. „Rec. Trav. Chim.”. 94, 1975.brak numeru strony